# Рудник Мертондейл
Рудник Мертондейл – гірничодобувний майданчик на заході Австралії. 
В 1899 році Фред Мертон виявив поклад золота, що став основою для рудника, відомого як Мертонз-Ревард (Merton's Reward) або Мертондейл 1. Розробка родовища почалась одразу і за перші 12 місяців вилучили 5 тисяч тонн руди, що дало змогу отримати 0,37 тонни золота. Наприкінці 1901 року рудник перейшов під контроль компанії Merton's Reward Gold Mining Company, що вела діяльність до 1907-го року. Розробка Мертонз-Ревард велась комбінованим способом – за допомогою трьох кар’єрів, із кожного з яких у підсумку спорудили по шахтному стовбуру (два вертикальні глибиною 90 та 55 метрів та похилий глибиною 46 метрів).   
Після 1907-го на Мертонз-Ревард протягом пари років працювали старателі. Також відомо про обмежену розробку в 1911 – 1915 та 1941 – 1942 роках, а від 1948 року збереглось повідомлення про відпрацювання відвалів колишньої копальні. Всього накопичений видобуток з Мертонз-Ревард досягнув 89 тисяч тонн руди та 1,9 тонни золота.
Наприкінці XX століття провадили видобуток на кар’єрах Мертондейл 3-4, який відпрацювали у 1986 – 1996 роках з отриманням 5,6 тонни золота, та  Мертондейл 5, з якого в 1991-му отримали 1 тонну золота. Також відомо про існування кар’єру Мертондейл 2, з якого у 1987 та 2010 роках вилучили лише 84 кілограми золота. На цей раз в розробку залучалась руда зі значно меншим вмістом цільового елементу, тому обсяг видобутої на Мертондейл руди досягнув 1,8 млн тонн.
В першій половині 2020-х компанія Kin Mining NL узялась за дорозвідку злоторудного поля Мертондейл, ресурси якого за категоріями виміряні та показані оцінили у 4,6 млн тонн руди та 7,4 тонни золота.